# Tredje omgången av Copa Chile 2011
Den tredje omgången av Copa Chile 2011 består av de 18 vinnande lagen från den andra omgången och de arton lagen från Primera División. Lagen delades in i tre olika rankinggrupper. Därefter fick varje lag spela mot ett lag i varje rankinggrupp två gånger (inklusive sin egen), vilket gav sex matcher per lag. Efter de sex matcherna sammanställs alla lag i en tabell där de åtta bästa går vidare till kvartsfinaler. Lagens placering bestäms efter följande kriterium:
1. Poäng
2. Flest vunna matcher
3. Bäst målskillnad
4. Flest gjorda mål

Samtliga spelomgångar fastställdes den 16 juni av ANFP, Chiles organisation för proffsklubbar.

## Rankinggrupper
| Grupp A | Grupp B | Grupp C |
| --- | --- | --- |
| - Universidad Católica - Universidad de Chile - Unión Española - Palestino - O'Higgins - Unión La Calera - Unión San Felipe - Colo-Colo - Huachipato - Audax Italiano - Deportes La Serena - Deportes Iquique | - Universidad de Concepción - Santiago Wanderers - Cobreloa - Cobresal - Santiago Morning - Ñublense - Rangers - Deportes Concepción - San Luis - Naval - Coquimbo Unido - Everton | - Curicó Unido - Puerto Montt - San Marcos de Arica - Unión Temuco - Lota Schwager - Magallanes - Deportes Copiapó - CDS Enfoque - Municipal La Pintana - Municipal Mejillones - Deportes Temuco - Quesos Kumey |

## Matcher
Alla tider i lokal tid (GMT-4).
| Match 1 (19, 22 och 23 juni) | Match 1 (19, 22 och 23 juni) | Match 1 (19, 22 och 23 juni) | Match 1 (19, 22 och 23 juni) | Match 1 (19, 22 och 23 juni) | Match 1 (19, 22 och 23 juni) | Match 1 (19, 22 och 23 juni) |
| Dag                          | Tid                          | Hemmalag                     | Resultat                     | Bortalag                     |                              |                              |
| ---------------------------- | ---------------------------- | ---------------------------- | ---------------------------- | ---------------------------- | ---------------------------- | ---------------------------- |
| 19/6                         | 15:30                        | Deportes La Serena           | 2–0                          | Cobresal                     |                              |                              |
| 19/6                         | 15:30                        | Audax Italiano               | 4–1                          | Palestino                    |                              |                              |
| 19/6                         | 16:00                        | Deportes Iquique             | 1–0                          | Cobreloa                     |                              |                              |
| 22/6                         | 18:30                        | Universidad de Concepción    | 2–1                          | Huachipato                   |                              |                              |
| 22/6                         | 19:00                        | Rangers                      | 0–1                          | Curicó Unido                 |                              |                              |
| 22/6                         | 19:00                        | Deportes Copiapó             | 1–0                          | Coquimbo Unido               |                              |                              |
| 22/6                         | 19:30                        | Santiago Wanderers           | 3–1                          | Unión La Calera              |                              |                              |
| 22/6                         | 20:00                        | Municipal Mejillones         | 1–0                          | San Marcos de Arica          |                              |                              |
| 22/6                         | 20:00                        | Municipal La Pintana         | 0–3                          | Unión Española               |                              |                              |
| 22/6                         | 20:00                        | Deportes Temuco              | 0–0                          | Unión Temuco                 |                              |                              |
| 22/6                         | 20:00                        | Quesos Kumey                 | 0–1                          | Puerto Montt                 |                              |                              |
| 23/6                         | 12:00                        | Santiago Morning             | 1–0                          | Unión San Felipe             |                              |                              |
| Annat speldatum              |                              |                              |                              |                              |                              |                              |
| 7/7                          | 19:30                        | Deportes Concepción          | 1–2                          | Ñublense                     |                              |                              |
| 9/7                          | 15:30                        | Naval                        | 0–2                          | Universidad Católica         |                              |                              |
| 13/7                         | 15:30                        | O'Higgins                    | 2–2                          | CDS Enfoque                  |                              |                              |
| 13/7                         | 19:00                        | Everton                      | 1–1                          | San Luis                     |                              |                              |
| 13/7                         | 19:00                        | Universidad de Chile         | 0–2                          | Magallanes                   |                              |                              |
| 21/7                         | 19:00                        | Lota Schwager                | 2–1                          | Colo-Colo                    |                              |                              |

| 25/6            | 16:00 | Cobresal                  | 1–0 | Deportes La Serena   |
| 25/6            | 17:00 | Colo-Colo                 | 0–3 | Universidad Católica |
| 26/6            | 15:30 | Unión La Calera           | 1–0 | Santiago Wanderers   |
| 26/6            | 16:00 | Cobreloa                  | 0–2 | Deportes Iquique     |
| 27/6            | 15:30 | Palestino                 | 1–2 | Santiago Morning     |
| 27/6            | 16:00 | Unión San Felipe          | 0–1 | Universidad de Chile |
| 29/6            | 15:30 | Lota Schwager             | 2–2 | Deportes Concepción  |
| 29/6            | 16:00 | San Marcos de Arica       | 2–1 | Municipal Mejillones |
| 29/6            | 19:30 | Unión Temuco              | 5–1 | Quesos Kumey         |
| 29/6            | 20:00 | San Luis                  | 1–1 | Everton              |
| 29/6            | 20:00 | Puerto Montt              | 1–2 | Huachipato           |
| 29/6            | 20:00 | Ñublense                  | 1–0 | Naval                |
| 30/6            | 20:00 | Coquimbo Unido            | 2–1 | Deportes Copiapó     |
| Annat speldatum |       |                           |     |                      |
| 3/7             | 16:00 | O'Higgins                 | 1–1 | Audax Italiano       |
| 20/7            | 19:30 | Unión Española            | 2–0 | Curicó Unido         |
| 26/7            | 12:00 | Municipal La Pintana      | 0–4 | Magallanes           |
| 26/7            | 15:30 | Universidad de Concepción | 4–2 | Deportes Temuco      |
| 27/7            | 19:00 | CDS Enfoque               | 1–3 | Rangers              |

| 2/7             | 17:00 | Universidad Católica | 0–0 | Ñublense                  |
| 2/7             | 17:00 | Universidad de Chile | 2–1 | Unión Española            |
| 3/7             | 15:00 | Quesos Kumey         | 1–4 | Universidad de Concepción |
| 6/7             | 15:00 | Everton              | 0–0 | Unión La Calera           |
| 6/7             | 15:30 | Magallanes           | 0–0 | Unión San Felipe          |
| 6/7             | 16:00 | San Marcos de Arica  | 1–2 | Cobreloa                  |
| 6/7             | 16:00 | Cobresal             | 3–1 | Coquimbo Unido            |
| 6/7             | 18:00 | Rangers              | 1–1 | Palestino                 |
| 6/7             | 18:30 | Deportes La Serena   | 1–0 | Deportes Copiapó          |
| 6/7             | 18:30 | Santiago Morning     | 2–1 | Municipal La Pintana      |
| 6/7             | 18:30 | Huachipato           | 2–1 | Unión Temuco              |
| 6/7             | 19:00 | CDS Enfoque          | 1–4 | Audax Italiano            |
| 6/7             | 19:30 | Santiago Wanderers   | 1–2 | San Luis                  |
| 6/7             | 20:00 | Municipal Mejillones | 0–1 | Deportes Iquique          |
| 6/7             | 20:00 | Deportes Temuco      | 1–2 | Puerto Montt              |
| 6/7             | 20:30 | Curicó Unido         | 1–0 | O'Higgins                 |
| Annat speldatum |       |                      |     |                           |
| 13/7            | 15:30 | Naval                | 2–2 | Lota Schwager             |
| 13/7            | 19:00 | Deportes Concepción  | 1–1 | Colo-Colo                 |

| 9/7             | 17:00 | Colo-Colo            | 4–1 | Lota Schwager             |
| 10/7            | 12:00 | San Marcos de Arica  | 0–0 | Deportes Iquique          |
| 10/7            | 12:00 | Deportes Copiapó     | 0–2 | Cobresal                  |
| 10/7            | 12:00 | Unión Temuco         | 3–0 | Deportes Temuco           |
| 10/7            | 12:00 | Puerto Montt         | 3–1 | Quesos Kumey              |
| 10/7            | 15:30 | Coquimbo Unido       | 1–1 | Deportes La Serena        |
| 10/7            | 15:30 | Unión La Calera      | 1–0 | San Luis                  |
| 10/7            | 15:30 | Santiago Wanderers   | 0–2 | Everton                   |
| 10/7            | 15:30 | Palestino            | 1–2 | Audax Italiano            |
| 10/7            | 15:30 | Curicó Unido         | 1–2 | Rangers                   |
| 10/7            | 15:30 | Ñublense             | 0–2 | Deportes Concepción       |
| 10/7            | 16:00 | Cobreloa             | 2–2 | Municipal Mejillones      |
| 10/7            | 16:00 | Magallanes           | 1–1 | Universidad de Chile      |
| 10/7            | 16:00 | CDS Enfoque          | 0–3 | O'Higgins                 |
| 10/7            | 17:00 | Unión San Felipe     | 1–1 | Santiago Morning          |
| 10/7            | 17:00 | Huachipato           | 3–1 | Universidad de Concepción |
| Annat speldatum |       |                      |     |                           |
| 6/7             | 18:30 | Universidad Católica | 2–0 | Naval                     |
| 13/7            | 19:30 | Unión Española       | 7–0 | Municipal La Pintana      |

| 15/7 | 20:00 | Quesos Kumey         | 1–2 | Unión Temuco              |
| 16/7 | 15:00 | Universidad Católica | 0–0 | Colo-Colo                 |
| 16/7 | 15:30 | Huachipato           | 8–0 | Puerto Montt              |
| 17/7 | 12:00 | Unión La Calera      | 2–2 | Everton                   |
| 17/7 | 12:00 | Deportes Copiapó     | 1–3 | Deportes La Serena        |
| 17/7 | 12:00 | Coquimbo Unido       | 3–2 | Cobresal                  |
| 17/7 | 12:00 | San Luis             | 0–1 | Santiago Wanderers        |
| 17/7 | 12:00 | Audax Italiano       | 4–1 | O'Higgins                 |
| 17/7 | 12:00 | Universidad de Chile | 1–0 | Unión San Felipe          |
| 17/7 | 12:00 | Curicó Unido         | 0–2 | Unión Española            |
| 17/7 | 12:00 | Santiago Morning     | 1–0 | Palestino                 |
| 17/7 | 12:00 | Deportes Concepción  | 2–0 | Lota Schwager             |
| 19/7 | 15:30 | Magallanes           | 3–1 | Municipal La Pintana      |
| 20/7 | 13:00 | Deportes Temuco      | 0–0 | Universidad de Concepción |
| 21/7 | 15:30 | Naval                | 0–1 | Ñublense                  |
| 21/7 | 19:00 | Rangers              | 6–1 | CDS Enfoque               |
| 21/7 | 20:00 | Municipal Mejillones | 1–1 | Cobreloa                  |
| 21/7 | 22:00 | Deportes Iquique     | 1–1 | San Marcos de Arica       |

| 22/7            | 19:00 | Unión Temuco              | 0–2 | Huachipato           |
| 23/7            | 12:00 | Cobresal                  | 2–1 | Deportes Copiapó     |
| 23/7            | 12:00 | O'Higgins                 | 0–1 | Curicó Unido         |
| 23/7            | 15:00 | Universidad de Concepción | 3–0 | Quesos Kumey         |
| 23/7            | 15:30 | Unión San Felipe          | 1–2 | Magallanes           |
| 23/7            | 17:00 | Unión Española            | 0–1 | Universidad de Chile |
| 23/7            | 18:30 | Deportes La Serena        | 4–2 | Coquimbo Unido       |
| 24/7            | 12:00 | Cobreloa                  | 0–2 | San Marcos de Arica  |
| 24/7            | 12:00 | San Luis                  | 0–0 | Unión La Calera      |
| 24/7            | 12:00 | Everton                   | 0–0 | Santiago Wanderers   |
| 24/7            | 12:00 | Palestino                 | 3–3 | Rangers              |
| 24/7            | 12:00 | Colo-Colo                 | 3–2 | Deportes Concepción  |
| 24/7            | 12:00 | Ñublense                  | 0–2 | Universidad Católica |
| 24/7            | 12:00 | Lota Schwager             | 1–0 | Naval                |
| 26/7            | 22:00 | Deportes Iquique          | 4–1 | Municipal Mejillones |
| Annat speldatum |       |                           |     |                      |
| 2/8             | 16:00 | Audax Italiano            | 4–0 | CDS Enfoque          |
| 3/8             | 12:00 | Municipal La Pintana      | 0–1 | Santiago Morning     |
| 3/8             | 13:00 | Puerto Montt              | 1–4 | Deportes Temuco      |

## Tabell
|  |     | Lag                 | Poäng | S | V | O | F | GM | IM | MSK |
|  | --- | ------------------- | ----- | - | - | - | - | -- | -- | --- |
|  | 1.  | Audax Italiano      | 16    | 6 | 5 | 1 | 0 | 18 | 5  | +13 |
|  | 2.  | Santiago Morning    | 16    | 6 | 5 | 1 | 0 | 8  | 3  | +5  |
|  | 3.  | Huachipato          | 15    | 6 | 5 | 0 | 1 | 18 | 5  | +13 |
|  | 4.  | Magallanes          | 14    | 6 | 4 | 2 | 0 | 12 | 3  | +9  |
|  | 5.  | Univ. Católica      | 14    | 6 | 4 | 2 | 0 | 9  | 0  | +9  |
|  | 6.  | Deportes Iquique    | 14    | 6 | 4 | 2 | 0 | 9  | 2  | +7  |
|  | 7.  | Univ. de Concepción | 13    | 6 | 4 | 1 | 1 | 14 | 7  | +7  |
|  | 8.  | Deportes La Serena  | 13    | 6 | 4 | 1 | 1 | 11 | 5  | +6  |
|  | 9.  | Univ. de Chile      | 13    | 6 | 4 | 1 | 1 | 6  | 4  | +2  |
|  | 10. | Unión Española      | 12    | 6 | 4 | 0 | 2 | 15 | 3  | +12 |
|  | 11. | Cobresal            | 12    | 6 | 4 | 0 | 2 | 10 | 7  | +3  |
|  | 12. | Rangers             | 11    | 6 | 3 | 2 | 1 | 15 | 8  | +7  |
|  | 13. | Unión Temuco        | 10    | 6 | 3 | 1 | 2 | 11 | 6  | +5  |
|  | 14. | Ñublense            | 10    | 6 | 3 | 1 | 2 | 4  | 5  | -1  |
|  | 15. | Unión La Calera     | 9     | 6 | 2 | 3 | 1 | 5  | 5  | +0  |
|  | 16. | Curicó Unido        | 9     | 6 | 3 | 0 | 3 | 4  | 6  | -2  |
|  | 17. | Puerto Montt        | 9     | 6 | 3 | 0 | 3 | 8  | 16 | -8  |
|  | 18. | Deportes Concepción | 8     | 6 | 2 | 2 | 2 | 10 | 8  | +2  |

|  |     | Lag                  | Poäng | S | V | O | F | GM | IM | MSK |
|  | --- | -------------------- | ----- | - | - | - | - | -- | -- | --- |
|  | 19. | Everton              | 8     | 6 | 1 | 5 | 0 | 6  | 4  | +2  |
|  | 20. | San Marcos de Arica  | 8     | 6 | 2 | 2 | 2 | 6  | 5  | +1  |
|  | 21. | Colo-Colo            | 8     | 6 | 2 | 2 | 2 | 9  | 9  | 0   |
|  | 22. | Lota Schwager        | 8     | 6 | 2 | 2 | 2 | 8  | 11 | -3  |
|  | 23. | Santiago Wanderers   | 7     | 6 | 2 | 1 | 3 | 5  | 6  | -1  |
|  | 24. | Coquimbo Unido       | 7     | 6 | 2 | 1 | 3 | 9  | 12 | -3  |
|  | 25. | San Luis             | 6     | 6 | 1 | 3 | 2 | 4  | 5  | -1  |
|  | 26. | O'Higgins            | 5     | 6 | 1 | 2 | 3 | 7  | 9  | -2  |
|  | 27. | Deportes Temuco      | 5     | 6 | 1 | 2 | 3 | 7  | 10 | -3  |
|  | 28. | Municipal Mejillones | 5     | 6 | 1 | 2 | 3 | 6  | 10 | -4  |
|  | 29. | Cobreloa             | 5     | 6 | 1 | 2 | 3 | 5  | 9  | -4  |
|  | 30. | Deportes Copiapó     | 3     | 6 | 1 | 0 | 5 | 4  | 10 | -6  |
|  | 31. | Unión San Felipe     | 2     | 6 | 0 | 2 | 4 | 2  | 6  | -4  |
|  | 32. | Palestino            | 2     | 6 | 0 | 2 | 4 | 7  | 13 | -6  |
|  | 33. | Naval                | 1     | 6 | 0 | 1 | 5 | 2  | 9  | -7  |
|  | 34. | CDS Enfoque          | 1     | 6 | 0 | 1 | 5 | 5  | 22 | -17 |
|  | 35. | Quesos Kumey         | 0     | 6 | 0 | 0 | 6 | 4  | 18 | -14 |
|  | 36. | Municipal La Pintana | 0     | 6 | 0 | 0 | 6 | 2  | 20 | -18 |